# 小市街道 (南京市)
小市街道，是中国江苏省南京市鼓楼区下辖的一个街道办事处（乡镇级行政单位）。

## 行政区划
小市街道下辖以下地区：
东门街社区、东井新村社区、黄家圩社区、东井亭社区、线路新村社区、小市街社区、安怀村社区、安怀新村社区、小市新村社区和河路道社区。